# HD6930
HD6930 — хімічно пекулярна зоря спектрального класу A1, що має видиму зоряну величину в смузі V приблизно  8,5.
Вона  розташована на відстані близько 691,0 світлових років від Сонця.